# Graphania hamiltoni
Graphania hamiltoni är en fjärilsart som beskrevs av George Francis Hampson 1913. Graphania hamiltoni ingår i släktet Graphania och familjen nattflyn. Inga underarter finns listade i Catalogue of Life.